# Arthur Kill
L'Arthur Kill est un détroit des États-Unis d'une longueur d'environ 20 kilomètres qui sépare Staten Island (l'un des cinq arrondissements de la ville de New York) des côtes du New Jersey, et relie la Newark Bay à la Raritan Bay.

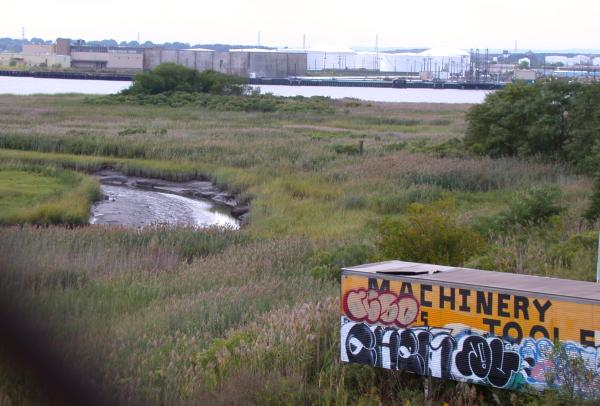
Vue depuis Staten Island, avec Cateret au fond et une petite crique à l'avant-plan.

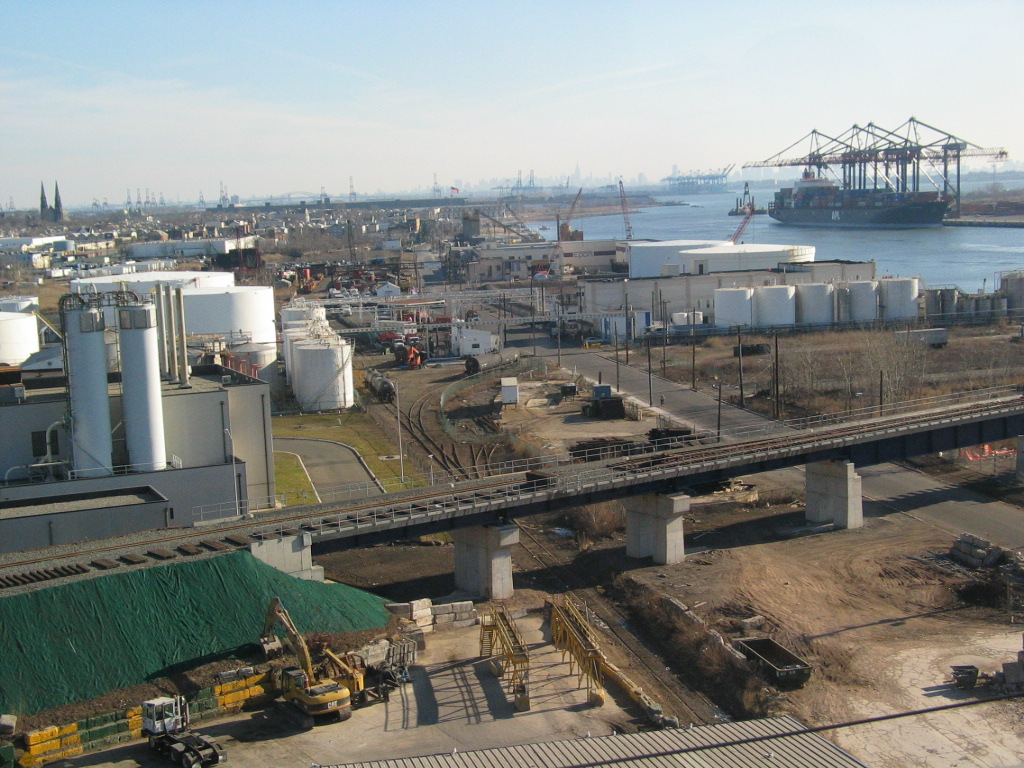
Chemical Coast & Howland Hook

Au cours de l'histoire, le Arthur Kill, a aussi été appelé Staten Island Sound (« détroit de Staten Island »).

Le nom de Arthur serait une déformation du terme néerlandais achter qui signifie « derrière », tandis que kille désigne (toujours en néerlandais) un cours d'eau. Ainsi, achter kill est le « cours d'eau qui passe derrière » [Staten Island].
Sur les côtes du New Jersey, les activités qui bordent le cours d'eau son essentiellement industrielles, alors que les côtes de Staten Island accueillent des marais salants.
Arthur Kill est aussi parsemé de quelques îles notamment : Prall's Island et Isle of Meadows.